# 伊藤雅和
伊藤 雅和（いとう まさかず、1988年6月12日 - ）は、神奈川県横浜市出身の元自転車ロードレース選手である。

## 経歴
法政大学第二高校を経て、2007年に鹿屋体育大学に入学する。
その年のU-23全日本選手権において、当時4年生でエースであった村上純平のアシストをしつつ3位表彰台を獲得する。

2008年には、ツール・ド・北海道でU-23新人賞（総合11位）を獲得。さらに日本代表チームとして参加したツール・ド・インドネシアにおいて、第4ステージと第9ステージでステージ2勝を達成した。
2011年、愛三工業レーシングチームに加入。
2012年、ツール・ド・シンカラにおいて、第1ステージでステージ1勝した。
2014年、ツール・ド・ランカウイ(2.HC)初日に落車、大腿骨転子部骨折により長期離脱を余儀なくされる。幸いにも手術は成功、ジャパンカップで復帰。
2017年、NIPPO・ヴィーニファンティーニに移籍。
ツアー・オブ・ジャパン第5ステージで落車、右大腿骨転子部骨折により戦線離脱。
10月のツアー・オブ・チンハイレイクでレース復帰。
2019年、全日本選手権ロードレースにおいて5位入賞
2020年、NIPPO・ヴィーニファンティーニのチーム解散にともない、愛三工業レーシングチームに移籍。

マレーシア・インターナショナル・クラシック(1.1)において6位入賞。
2021年、ツアー・オブ・ジャパン(2.2)総合6位。

全日本選手権ロードレース8位

大分アーバンクラシック(1.2)6位入賞
2022年、シエルブルー鹿屋へ移籍。プレイングマネージャーとして若手育成に携わる。

全日本選手権ロードレース11位

シーズン末をもって選手を引退。
2023、シエルブルー鹿屋の監督を行いながら、フィッティングサービスを開始。

## リンク
- 本人によるブログ
- チームのプロフィールページ
- 伊藤雅和 - サイクリングアーカイヴス（英語）